# Quizkampen
Quizkampen är en frågesportapp som finns tillgänglig för IOS, Android och Windows Phone. 
Spelet är skapat av de två svenska brödraparen Henrik och Robert Willstedt samt Olle och Kalle Landin. I november 2017 köptes företaget bakom Quizkampen, FEO Media AB, upp av Mag Interactive för 122 miljoner kronor.
Spelet går ut på att man utmanar vänner i frågesport via mobilen.
Quizkampen släpptes för IOS i augusti 2012 och var med ungefär 880 000 användare i november samma år en av Sveriges mest populära appar. I april 2016 fanns Quizkampen i över 15 olika språkversioner, på engelska heter det "QuizClash".